# Ranitomeya variabilis
Ranitomeya variabilis — вид жаб родини дереволазових (Dendrobatidae). Отруйна амфібія.

## Поширення
Вважалося, що вид поширений лише у гірських районах у регіоні Сан-Мартін (Перу) поруч з дорогою з Тарапото до Юрімагуаса на висоті 900-1,200 м над рівнем моря; хоча його ареал може бути ширшим — в західній Бразилії, Колумбії та Еквадорі.